# Све ће то народ позлатити (филм из 1968)
Све ће то народ позлатити је југословенски ТВ филм из 1968. године. Режирао га је Влада Петрић а сценарио је написала Људмила Станојевић по истоименој приповеци Лазе Лазаревића.

## Улоге
| Глумац            | Улога |
| ----------------- | ----- |
| Миодраг Андрић    |       |
| Иван Бекјарев     |       |
| Ђурђија Цветић    |       |
| Милена Дапчевић   |       |
| Душан Ђурић       |       |
| Томанија Ђуричко  |       |
| Мила Гец          |       |
| Душан Јанићијевић |       |

Остале улоге ▼
| Глумац        | Улога |
| ------------- | ----- |
| Горјана Јањић |       |
| Морис Леви    |       |
| Никола Милић  |       |
| Стеван Миња   |       |
| Бошко Пулетић |       |
| Гојко Шантић  |       |
| Драган Зарић  |       |